# زول (آلمان)
زول (به آلمانی: Suhl) شهری در شرق ایالت تورینگن آلمان است. این شهر به خطوط راه آهن آلمان متصل است و چند بزرگراه از این شهر می‌گذرند و دارای منابع غنی مس، آلومنیوم، آهن و نقره است.